# Folsomia litsteri
Folsomia litsteri är en urinsektsart som beskrevs av Bagnall 1939. Folsomia litsteri ingår i släktet Folsomia, och familjen Isotomidae. Arten är reproducerande i Sverige.